# 浦河警察署
浦河警察署（うらかわけいさつしょ）は、北海道警察本部が管轄する札幌方面の警察署の一つである。

## 所在地
- 北海道浦河郡浦河町築地2丁目2-4

## 管轄区域
- 浦河郡　浦河町
- 様似郡　様似町
- 幌泉郡　えりも町

## 沿革
- 1878年　札幌警察署幌泉分署として発足。
- 1882年　幌泉警察署となる。
- 1887年　浦河警察署幌泉分署となる。
- 1948年　警察法施行に伴い、浦河町警察署と浦河地区警察署に分離発足。
- 1954年　警察法の改正により北海道警察に統合され札幌方面浦河警察署となる。

## 組織
- 署長（警視）
  - 副署長兼警務課長（警視） 
    - 警務課（警務係、犯罪被害者支援係、相談係、管理係）
    - 会計係
    - 刑事・生活安全課（生活安全係、刑事係）
    - 地域・交通課（地域係、交通係）
    - 警備係

## 交番・ 駐在所
括弧内は所在地を表す。

### 浦河町
- 堺町交番（浦河郡浦河町堺町東1-5-24）
- 荻伏駐在所（浦河郡浦河町荻伏28）
- 西幌別駐在所（浦河郡浦河町西幌別）

### えりも町
- えりも本町駐在所（幌泉郡えりも町新浜237-3）
- えりも岬駐在所（幌泉郡えりも町えりも岬233-1）
- 庶野駐在所（幌泉郡えりも町庶野523-5）

### 様似町
- 様似駐在所（様似郡様似町大通2-42-2）
- 旭駐在所（様似郡様似町旭75-18）